# Sacrifice 2008
Sacrifice 2008 è stata la quarta edizione in pay-per-view prodotto dalla Total Nonstop Action Wrestling (TNA). L'evento si è svolto l'11 maggio 2008 nella IMPACT! Zone di Orlando in Florida.

## Risultati
| #  | Risultati | Stipulazioni                                                                                                | Durata |
| -- | --- | --- | ------ |
| 1  | Team 3D (Brother Devon e Brother Ray) hanno sconfitto James Storm (con Jackie Moore) e Sting                                              | Quarti di finale del torneo "Deuces Wild Tag Team Tournament"                                               | 08:50  |
| 2  | Christian Cage e Rhino hanno sconfitto Booker T e Robert Roode                                                                            | Quarti di finale del torneo "Deuces Wild Tag Team Tournament"                                               | 07:05  |
| 3  | The Latin American Xchange (Hernandez e Homicide) (con Héctor Guerrero) hanno sconfitto Kip James e Matt Morgan                           | Quarti di finale del torneo "Deuces Wild Tag Team Tournament"                                               | 04:20  |
| 4  | A.J. Styles e Eric Young hanno sconfitto Awesome Kong e B.G. James (con Raisha Saeed)                                                     | Quarti di finale del torneo "Deuces Wild Tag Team Tournament"                                               | 05:45  |
| 5  | Kaz ha sconfitto Alex Shelley, Chris Sabin, Consequences Creed, Curry Man, Jay Lethal, Jimmy Rave, Johnny Devine, Shark Boy e Sonjay Dutt | TerrorDome match per determinare il Number One Contender al titolo TNA X Division Championship              | 10:45  |
| 6  | Team 3D (Brother Devon e Brother Ray) hanno sconfitto Christian Cage e Rhino                                                              | Semifinale del torneo "Deuces Wild Tag Team Tournament"                                                     | 10:00  |
| 7  | The Latin American Xchange (Hernandez e Homicide) (con Héctor Guerrero e Salinas) hanno sconfitto A.J. Styles e Eric Young                | Semifinale del torneo "Deuces Wild Tag Team Tournament"                                                     | 07:40  |
| 8  | Gail Kim ha sconfitto Angelina Love, Christy Hemme, Jackie Moore, ODB, Salinas, Rhaka Khan, Roxxi Laveaux, Traci Brooks e Velvet Sky      | 10-woman Battle Royal per determinare il contendente numero uno al titolo TNA Women's Knockout Championship | 10:00  |
| 9  | The Latin American Xchange (Hernandez e Homicide) (con Héctor Guerrero e Salinas) hanno sconfitto Team 3D (Brother Devon e Brother Ray)   | Finale del torneo "Deuces Wild Tag Team Tournament" per i Vacanti titoli TNA World Tag Team Championship    | 11:30  |
| 10 | Samoa Joe (c) ha sconfitto Kaz e Scott Steiner (con Petey Williams e Rhaka Khan)                                                          | Three-way match per il titolo TNA World Heavyweight Championship                                            | 14:30  |
|    | (c) = campione in carica al momento dell'inizio del match                                                                                 | |        |

### Deuces Wild Tag Team Tournament
Match di riferimento al torneo citato nella tabella soprastante.
|  | Quarterfinals (PPV – Sacrifice) | Quarterfinals (PPV – Sacrifice)                   | Quarterfinals (PPV – Sacrifice) |                                                   |              | Semifinals (PPV – Sacrifice)                        | Semifinals (PPV – Sacrifice) | Semifinals (PPV – Sacrifice) |  |  | Finals (PPV – Sacrifice) | Finals (PPV – Sacrifice)              | Finals (PPV – Sacrifice) |
|  |                                 |                                                   |                                 |                                                   |              |                                                     |                              |                              |  |  |                          |                                       |                          |
|  | 1                               | James Storm e Sting                               | 08:50                           |                                                   |              |                                                     |                              |                              |  |  |                          |                                       |                          |
|  | 8                               | Team 3D (Brother Devon e Brother Ray)             | schienamento                    |                                                   |              |                                                     |                              |                              |  |  |                          |                                       |                          |
|  | 8                               | Team 3D (Brother Devon e Brother Ray)             | schienamento                    |                                                   |              | Team 3D (Brother Devon e Brother Ray)               | schienamento                 |                              |  |  |                          |                                       |                          |
|  |                                 |                                                   |                                 |                                                   |              | Team 3D (Brother Devon e Brother Ray)               | schienamento                 |                              |  |  |                          |                                       |                          |
|  |                                 |                                                   | Christian Cage e Rhino          | 10:00                                             |              |                                                     |                              |                              |  |  |                          |                                       |                          |
|  | 4                               | Booker T e Robert Roode                           | Christian Cage e Rhino          | 10:00                                             | 07:05        |                                                     |                              |                              |  |  |                          |                                       |                          |
|  | 4                               | Booker T e Robert Roode                           |                                 |                                                   | 07:05        |                                                     |                              |                              |  |  |                          |                                       |                          |
|  | 5                               | Christian Cage e Rhino                            | schienamento                    |                                                   |              |                                                     |                              |                              |  |  |                          |                                       |                          |
|  |                                 |                                                   |                                 |                                                   |              |                                                     |                              |                              |  |  |                          | Team 3D (Brother Devon e Brother Ray) | 11:30                    |
|  |                                 |                                                   |                                 | The Latin American Xchange (Hernandez e Homicide) | schienamento |                                                     |                              |                              |  |  |                          |                                       |                          |
|  | 3                               | Kip James e Matt Morgan                           | 04:20                           |                                                   |              |                                                     |                              |                              |  |  |                          |                                       |                          |
|  | 6                               | The Latin American Xchange (Hernandez e Homicide) | schienamento                    |                                                   |              |                                                     |                              |                              |  |  |                          |                                       |                          |
|  | 6                               | The Latin American Xchange (Hernandez e Homicide) | schienamento                    |                                                   |              | The Latin American Xchange (Hernandez and Homicide) | schienamento                 |                              |  |  |                          |                                       |                          |
|  |                                 |                                                   |                                 |                                                   |              | The Latin American Xchange (Hernandez and Homicide) | schienamento                 |                              |  |  |                          |                                       |                          |
|  |                                 |                                                   | A.J. Styles e Super Eric        | 07:40                                             |              |                                                     |                              |                              |  |  |                          |                                       |                          |
|  | 2                               | A.J. Styles e Super Eric                          | A.J. Styles e Super Eric        | 07:40                                             | schienamento |                                                     |                              |                              |  |  |                          |                                       |                          |
|  | 2                               | A.J. Styles e Super Eric                          |                                 |                                                   | schienamento |                                                     |                              |                              |  |  |                          |                                       |                          |
|  | 7                               | Awesome Kong e B.G. James                         | 05:45                           |                                                   |              |                                                     |                              |                              |  |  |                          |                                       |                          |

### TNA Knockouts Makeover Battle Royal
Riferimento all'ottava riga della tabella soprastante.
| Eliminazione | Eliminato     | Eliminato da                      |
| ------------ | ------------- | --------------------------------- |
| 1            | Salinas       | Roxxi Laveaux                     |
| 2            | Velvet Sky    | Traci Brooks                      |
| 3            | Traci Brooks  | Angelina Love                     |
| 4            | Christy Hemme | Rhaka Khan                        |
| 5            | Rhaka Khan    | Angelina Love, Jackie Moore e ODB |
| 6            | Jackie Moore  | Angelina Love                     |
| 7            | ODB           | Roxxi Laveaux                     |
| 8            | Angelina Love | Roxxi Laveaux                     |
|              | Gail Kim      | Vincitrice                        |